# ان‌جی‌سی ۱۲
ان‌جی‌سی۱۲ (به انگلیسی: NGC 12) یک کهکشان مارپیچی است که در صورت فلکی ماهی قرار دارد.